# Fotboll vid panamerikanska spelen 2003
Fotboll vid panamerikanska spelen 2003 spelades i Santo Domingo, Dominikanska republiken under perioden 2-15 augusti 2003. För andra gången i turneringens historia spelades även en damturnering.

## Medaljer

### Medaljfördelning
| Pl. | Nation    | Guld | Silver | Brons | Totalt |
| --- | --------- | ---- | ------ | ----- | ------ |
| 1   | Brasilien | 1    | 1      | 0     | 2      |
| 2   | Argentina | 1    | 0      | 0     | 1      |
| 3   | Kanada    | 0    | 1      | 0     | 1      |
| 4   | Mexiko    | 0    | 0      | 2     | 2      |

## Deltagare
| CONCACAF                             | CONMEBOL              |
| ------------------------------------ | --------------------- |
| Costa Rica · Haiti · Kanada · Mexiko | Argentina · Brasilien |

| CONCACAF                                                            | CONMEBOL                                                    |
| ------------------------------------------------------------------- | ----------------------------------------------------------- |
| Dominikanska republiken U23 · Guatemala U23 · Kuba U23 · Mexiko U23 | Argentina U20 · Brasilien U20 · Colombia U20 · Paraguay U20 |